# S'mikhah
S'mikhah (em hebraico: סמיכה) é uma palavra hebraica que significa autoridade e, de acordo com o Judaísmo e o Cristianismo, é dada quando uma pessoa coloca suas mãos sobre a cabeça do outra.
Na bíblia são encontrados vários exemplos de doação de S'mikhah, como quando Isaque abençoa Jacó, pondo a mão direita sobre ele (Gênesis 27), quando Jacó abençoa Efraim e Manassés (Gênesis 48:18–20), bem como quando os mestres e profetas da congregação de Antioquia impuseram as mãos sobre Saulo e Barnabé (Atos 13:1–3). Esta tradição atravessou milhares de anos e há outros exemplos mencionados na bíblia.

## Exemplos
Como Moisés não podia lidar com todas as solicitações diárias do povo israelita atuando como árbitro para eles, seu sogro lhe deu alguns conselhos. E assim em Êxodo 18:13–27 é relatado que Moisés nomeou juiz, passando a sua autoridade para tomar decisões sobre o povo. O relato bíblico não dá um número de quantos juízes foram nomeados, mas a tradição judaica o estabelece em setenta, provavelmente, associando-a aos setenta anciãos em Números 11.
Outra ocasião especial onde s'mikhah é dada, é quando Moisés nomeou seu sucessor, e passou a sua autoridade a ele.
"Então disse o SENHOR a Moisés: Toma a Josué, filho de Num, homem em quem há o Espírito, e impõe a tua mão sobre ele. E apresenta-o perante Eleazar , o sacerdote, e perante toda a congregação, e dá-lhe as tuas ordens na presença deles. E põe sobre ele da tua glória, para que lhe obedeça toda a congregação dos filhos de Israel." (Números 11:18–20)
Desta forma, esta prática foi se desenvolvendo quando queria-se passar a autoridade de uma pessoa para alguém, impondo-se as mãos sobre elas e pronunciando essa autoridade.